# کلسیم پیروفسفات

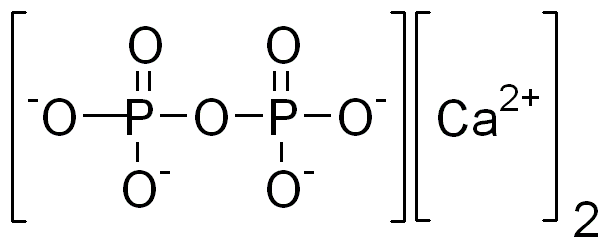
ساختار شیمیایی کلسیم پیروفسفات

کلسیم پیروفسفات (به انگلیسی: Calcium pyrophosphate) با فرمول شیمیایی Ca2O7P2 یک ترکیب شیمیایی با شناسه پاب‌کم 24632 است. که جرم مولی آن 254.053 g/mol می‌باشد. شکل ظاهری این ترکیب، پودر سفید است.